# Архипівка (Новгород-Сіверський район)
Архи́півка — село в Україні, у Семенівській міській громаді Новгород-Сіверського району Чернігівської області. До 2017 орган місцевого самоврядування — Архипівська сільська рада.
Населення становить 176 осіб.

## Історія
11 червня 1688 року гетьман Іван Мазепа видав універсал на передачу села Давиду Батуринцю, значковому військовому товаришу. 
За даними на 1859 рік у власницькому селі Новгород-Сіверського повіту Чернігівської губернії мешкало 583 особи (288 чоловічої статі та 295 — жіночої), налічувалось 79 дворових господарств, існувала православна церква.
Станом на 1886 у колишньому державному й власницькому селі Костобобрівської волості мешкало 630 осіб, налічувалось 97 дворових господарства, існували православна церква, школа, постоялий двір, постоялий будинок, 2 лавки, водяний і вітряний млини.
За даними на 1893 рік у поселенні мешкало 898 осіб (429 чоловічої статі та 469 — жіночої), налічувалось 153 дворових господарства.
За переписом 1897 року кількість мешканців зросла до 935 осіб (437 чоловічої статі та 498 — жіночої), з яких 884 — православної віри.
12 червня 2020 року, відповідно до Розпорядження Кабінету Міністрів України № 730-р «Про визначення адміністративних центрів та затвердження територій територіальних громад Чернігівської області», увійшло до складу Семенівської міської громади.
19 липня 2020 року, після ліквідації Семенівського району, село увійшло до Новгород-Сіверського району.